# Řád bosých karmelitánů
Řád bosých karmelitánů či bosí karmelitáni (latinsky Ordo Carmelitarum discalceatorum, zkr. OCD) je řeholní řád, který vznikl reformou původního karmelitánského řádu sv. Terezií z Ávily a sv. Janem od Kříže ve druhé polovině 16. století ve Španělsku a jeho následným oddělením od původního řádu roku 1593.

## Historie

### Tereziánská reforma
Roku 1535 vstoupila do karmelitánského kláštera v Ávile Teresa de Cepeda y Ahumada, která přijala řeholní jméno Terezie od Ježíše a byla známa též jako Terezie z Ávily. V následujících letech života se kvůli své nemoci, která ji neumožňovala vykonávat veškeré povinnosti řeholnice, věnovala zvláštním způsobem kontemplativní či vnitřní modlitbě. Touha po dokonalejším životě ji přivedla k původní řeholi karmelitánského řádu, která podle všeho nechávala kontemplaci více prostoru. Namísto karmelitánského ritu, užívaného při mši svaté karmelitány původní observance, používali již od svého založení bosí karmelitáni pouze římský ritus.
Původně se bosí karmelité lišili od „obutých“ zachováváním původní řehole, podle níž také nenosívali obuv (v závislosti na místním podnebí). Spiritualita řádu stojí krom všeobecně křesťanských bodů na životě vnitřní modlitby a životě podle konstitucí a díla zakladatelů, tj. Terezie z Ávily (též Terezie od Ježíše) a Jana od Kříže.
Zejména v průběhu 19. století vznikla také řada tzv. kontemplativně-činných kongregací, inspirovaných spiritualitou tereziánského Karmelu, jejichž sestry (jde převážně o ženské instituty) se snaží uchovat si důraz na hluboký vnitřní život i při současném působení ve společnosti (exerciční domy, farnosti, školství atd.).

## Současnost

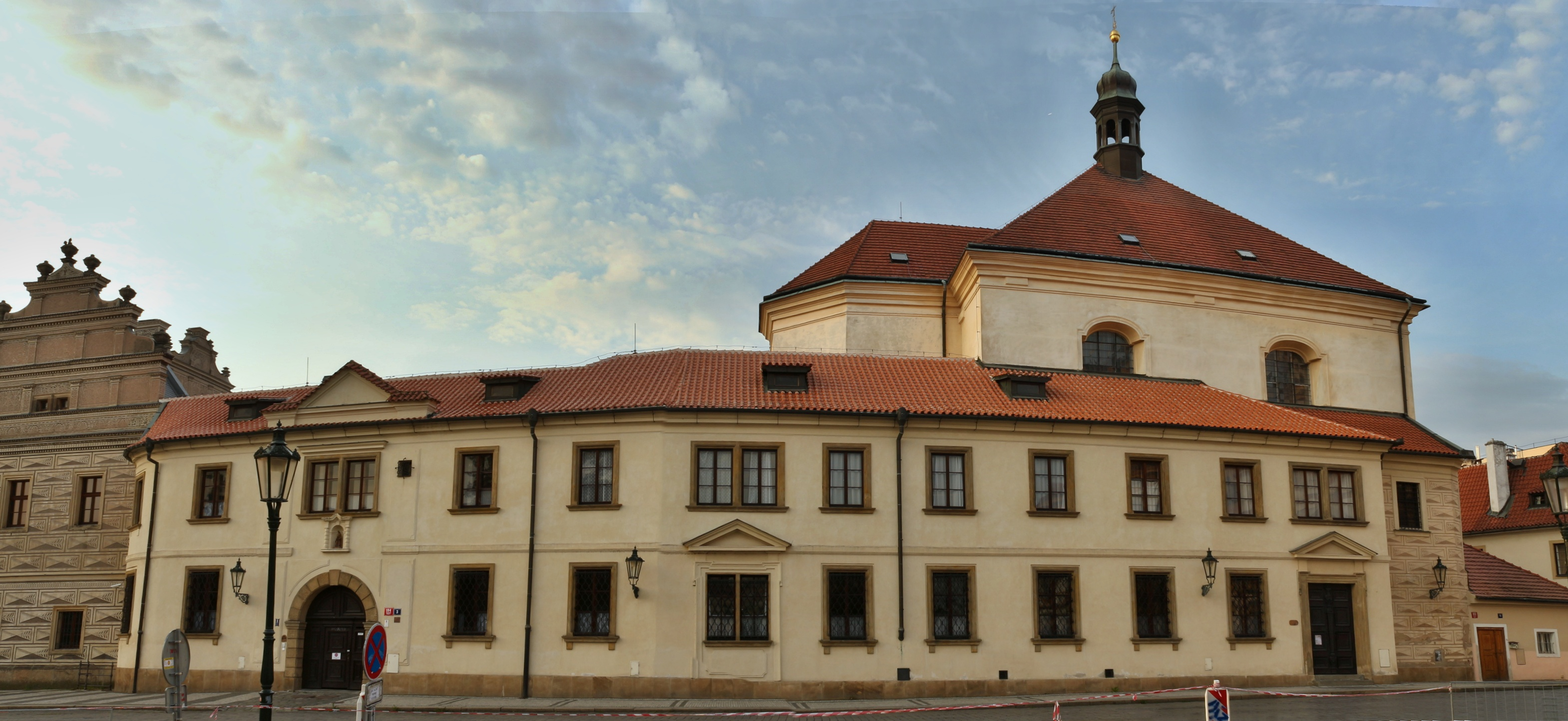
Klášter bosých karmelitánů s kostelem sv. Benedikta na Hradčanské náměstí v Praze

V roce 2021 patří k tereziánskému Karmelu asi 4000 řeholníků a 13 tisíc řeholnic ve zhruba 900 klášterech.[zdroj?] Pro vzdělávání řád provozuje římskou papežskou fakultu Teresianum.
V Česku existují komunity bosých karmelitánů v Praze u kostela Panny Marie Vítězné (Klášter bosých karmelitánů „u Jezulátka“ na Malé Straně, na Hradčanech (dříve Karmel sv. Josefa) a ve Slaném (klášter Slaný). Kláštery bosých karmelitek jsou v Drastech (Karmel sv. Josefa) a v Dačicích (Karmel Matky Boží).
Z kontemplativně-činných kongregací tereziánského Karmelu jsou v Čechách a na Moravě přítomny sestry Kongregace Dítěte Ježíše (Praha) a sestry karmelitky sv. Terezie z Florencie (Praha-Košíře).

## Významní členové řádu
- sv. Terezie od Ježíše (z Ávily)
- sv. Jan od Kříže
- ct. Luisa Marie Francouzská
- sv. Terezie z Lisieux (od Dítěte Ježíše)
- sv. Alžběta od Nejsvětější Trojice
- bl. Ana de Jesús
- sv. Rafał Kalinowski
- sv. Terezie Benedikta od Kříže (Edith Stein)
- ct. Lúcia dos Santos